# Гримоалд I (Беневенто)
Вижте пояснителната страница за други личности с името Гримоалд.
Гримоалд, Гримоалд I (на италиански: Grimoaldo, Grimuald I, Grimoald, Grimwald, * май 600, Цивидале, † ок. 671, погребан в С. Амрогио, Павия) е херцог на Херцогство Беневенто (647 – 662), крал на лангобардите и крал на Италия от 662 до 671 г.

## Биография
Той е най-малкият син на Гизулф II, херцог на Фриули, и Ромилда (Рамхилда), вероятно дъщеря на херцог Гарибалд I от Бавария.
През 610 г. Гримоалд е пленен от аварите във Фриули, бяга с брат си Радуалд с кораб през 625 г. в Беневенто. Другите му братя Тасо и Како са подмамени от екзарха и убити ок 614 г. от Patricius Грегор в Опитергиум (Одерцо).
През 626 г. с брат му Радуалд са изгонени от чичо им Гразулф II от Фриули, и те бягат при Аричис I в Беневенто. През 633 г. са осиновени в Беневенто. През 641 г. братята стават регенти на болния херцог Айо I, през 647 г. Гримоалд го следва като херцог. При коронуването изглежда се жени за благородното момиче Ита, военнопленничка. Жени се след това за сестра на крал Годеперт, който го вика на помощ през 661 г. Възползва се от караниците на братята, негови зетове, водещи междубратски войни Годеперт и Перктарит, предава властта на сина си Ромуалд и през 662 г. заминава за Лангобардия. Убива с нож Годеперт в Павия, докато Перктарит (брат на Годеперт и съ-крал) бяга при прабългарите, после при аварите.
Жени се за дъщерята на краля на лангобардите Ариперт I Теодората (Теодота), става така династичично легитимен и Народното събрание избира Гримоалд за крал през 662 г. Перктарит се връща обратно, получава голяма къща, но е опасен за трона, пак бяга, но при франките.
Неговата силна, чрез законови активности, отлична власт се вижда и от военните успехи против франките, които побеждава през 663 г. при Асти и против император Констанс II, на когото пречи в обратното завоюване на южна Италия. Когато се бие на север, император Констанс II дебаркира в Таранто и за кратко време превзема повечето градове в южноиталианското херцогство и затваря пръстена около Беневенто.
Когато Гримоалд I пристига, императорът се оттегля в Неапол. Гримоалд разбива изпратената срещу Беневенто армия от 20 000 мъже под ръководството на Фелдхер Сабурус (Saburus), унищожително. През 663 г. побеждава франките в битката до Рикволи, стои непрекъснато срещу Византия – Източен Рим. Император Констанс II е от 663 г. в Сиракуза (Syrakus), за да спре нападащите лангобарди, което почти не му се удава. Гримоалд I печели обратно Бриндизи и Ортарнто и отблъска многократно още франки и авари. Печели обратно също Фриули, увеличава царството си през Алпите, завоюва северен Тирол, южна Швейцария. Завоюва големи части от Апулия и Калабрия, заселва прабългарски племенни части в южна Италия.
Алцеко (също Алцек), каган (княз) на прабългарите, преминава през 667 г. Алпите и тръгва мирно с войската си към Северна Италия в областта около на Равена. Гримоалд го изпраща в Беневенто, където дук Ромуалд го посреща приятелски. На Алцеко са обещани между другото градовете Sepinum (Сепино), Bovianum (Бояно) и Изерния в регион Молизе, при условието, че той ще се откаже от титлата му dux и от владетелски претенции и получи титлата gastaldius.
Когато Гримоалд умира през 671 г. последствие пускане на венозна кръв е описан като възрастен, грамаден мъж с гола глава и гъста брада, оставя едно царство, без Екзархата, Рим и Неапол, обхващащо почти цяла Италия.
След време го наследява синът му Гарибалд, но след три месеца Перктарит успява да вземе отново трона.

## Семейство
- 1. Ита (или Ута), лангобардска благородничка (662 г.), вероятно Ута, дъщеря на Теодо I, херцог на Бавария и Глейзнод от Фриули
- 2. Теодората (Теодота), дъщеря на лангобардския крал Ариперт I.

Синове:
- Ромуалд I от Беневенто († 677), от първия брак, херцог на Беневенто
- Гарибалд († сл. 671), от втория брак, крал на лангобардите

Дъщери:
- Гиза (от 1. брак), († сл. 662), омъжена за Констант II, византийски император (641 – 668)
- N.:N. (от 1. брак), 663 г. омъжена за Тразимунд I, херцог на Сполето
- N.N. (от 2. брак)